# Ian Desmond
Pour les articles homonymes, voir Desmond.
Ian M. Desmond (né le 20 septembre 1985 à Sarasota, Floride, États-Unis) est un joueur d'arrêt-court, de champ extérieur et de premier but de la Ligue majeure de baseball. Depuis 2017, il évolue chez les Rockies du Colorado. 
Il joue pour les Nationals de Washington de 2009 à 2015 et pour les Rangers du Texas en 2016. Invité au match des étoiles en 2012 et 2016, il remporte le Bâton d'argent du meilleur arrêt-court offensif de la Ligue nationale trois saisons de suite, de 2012 à 2014.

## Carrière

### Nationals de Washington

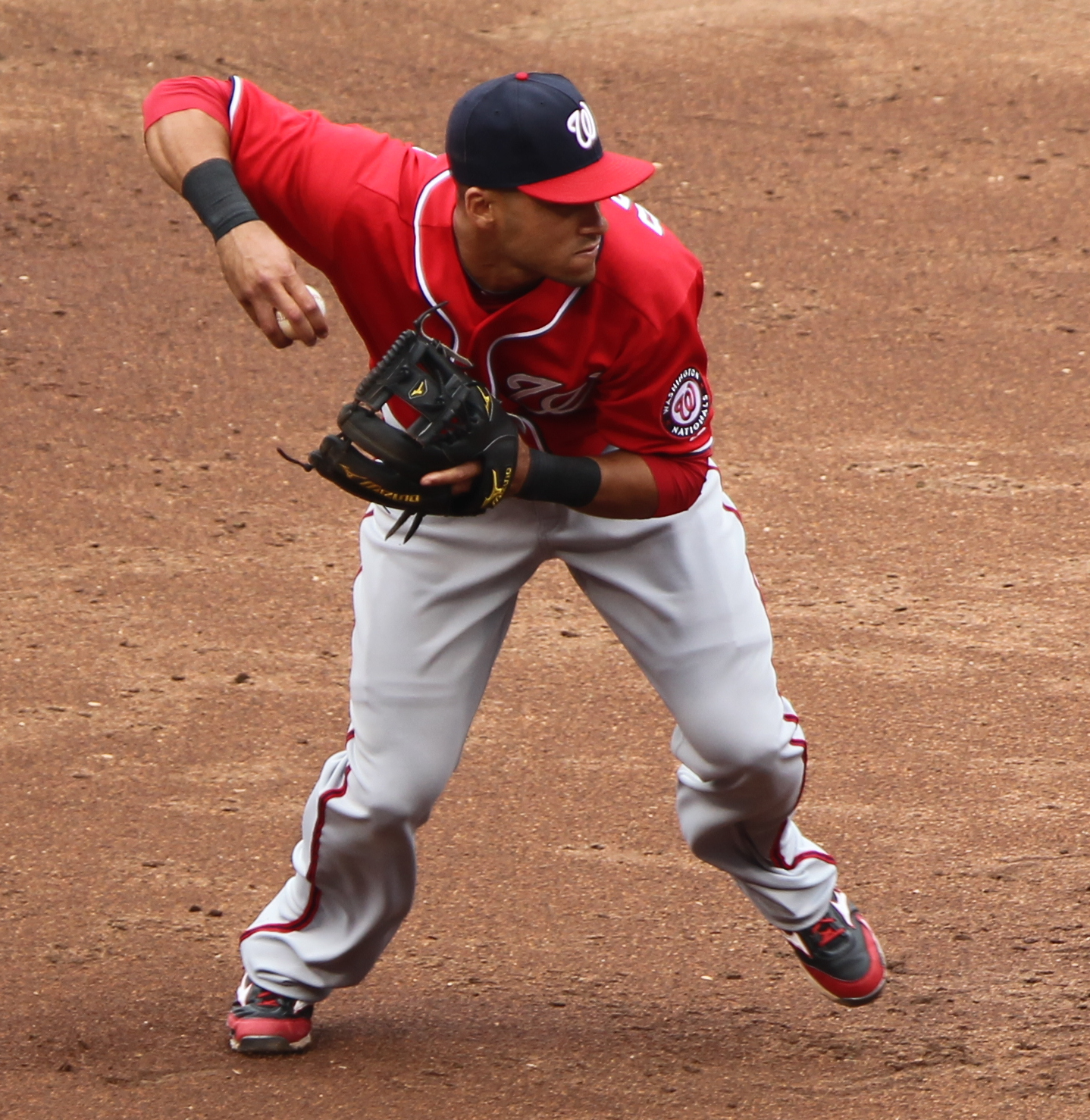
Ian Desmond à sa position à l'arrêt-court en 2011.

Ian Desmond est repêché en 3e ronde par les Expos de Montréal en 2004. La franchise déménage à Washington l'année suivante et le joueur d'avant-champ poursuit sa progression dans les ligues mineures avec les clubs affiliés aux Nationals.
Il joue sa première partie dans les Ligues majeures le 10 septembre 2009. En 21 matchs en fin de saison, il maintient une moyenne au bâton de, 280 avec 23 coups sûrs, 4 circuits et 12 points produits.
Il devient l'un des joueurs vedettes des Nationals en 2012 et aide l'équipe à remporter son premier titre de la division Est de la Ligue nationale grâce à ses 25 circuits, 73 points produits, 25 buts volés et une moyenne au bâton de, 292 en 130 parties jouées. Au cours du bref passage des Nationals en éliminatoires en 2012, Desmond frappe 7 coups sûrs (six simples et un double) en 19 présences au bâton pour une moyenne de, 367 en 5 matchs face aux Cardinals de Saint-Louis.
Il honore une première sélection au match des étoiles en 2012 et remporte le Bâton d'argent du meilleur joueur d'arrêt-court offensif de la Ligue nationale trois années de suite, de 2012 à 2014. 
En 2013, il maintient une moyenne au bâton de, 280 avec 20 circuits et 80 points produits. En 2014, il établit son record personnel de 91 points produits et frappe 24 coups de quatre buts, alignant une 3e année de suite d'au moins 20 circuits et 20 buts volés. De 2011 à 2013, Desmond vole 25, 21, 21 et 24 buts par saison, respectivement.
En 7 saisons et 927 matchs joués pour Washington, de 2009 à 2015, Desmond accumule 917 coups sûrs dont 110 circuits, 432 points produits, 424 points marqués et 122 buts volés en 159 tentatives. Sa moyenne au bâton s'élève à, 264 avec une moyenne de présence sur les buts de, 312.
Après la saison 2013, il rejette la prolongation de contrat de 7 ans pour 107 millions de dollars que lui proposent les Nationals, désirant tester le marché des joueurs autonomes après la saison 2015, une décision qui lui coûtera beaucoup d'argent deux ans plus tard.
Cependant, ses performances offensives déclinent d'année en année après sa très bonne saison 2012. Sa puissance au bâton est en baisse et son taux de retraits sur des prises à la hausse. En 2014 et 2015, il est retiré sur des prises 183 et 187 fois, respectivement. Sa dernière année à Washington en 2015 est plus difficile et de loin sa plus mauvaise, avec une faible moyenne au bâton de, 233 et un bas pourcentage de présence sur les buts de, 290 en 156 parties jouées.

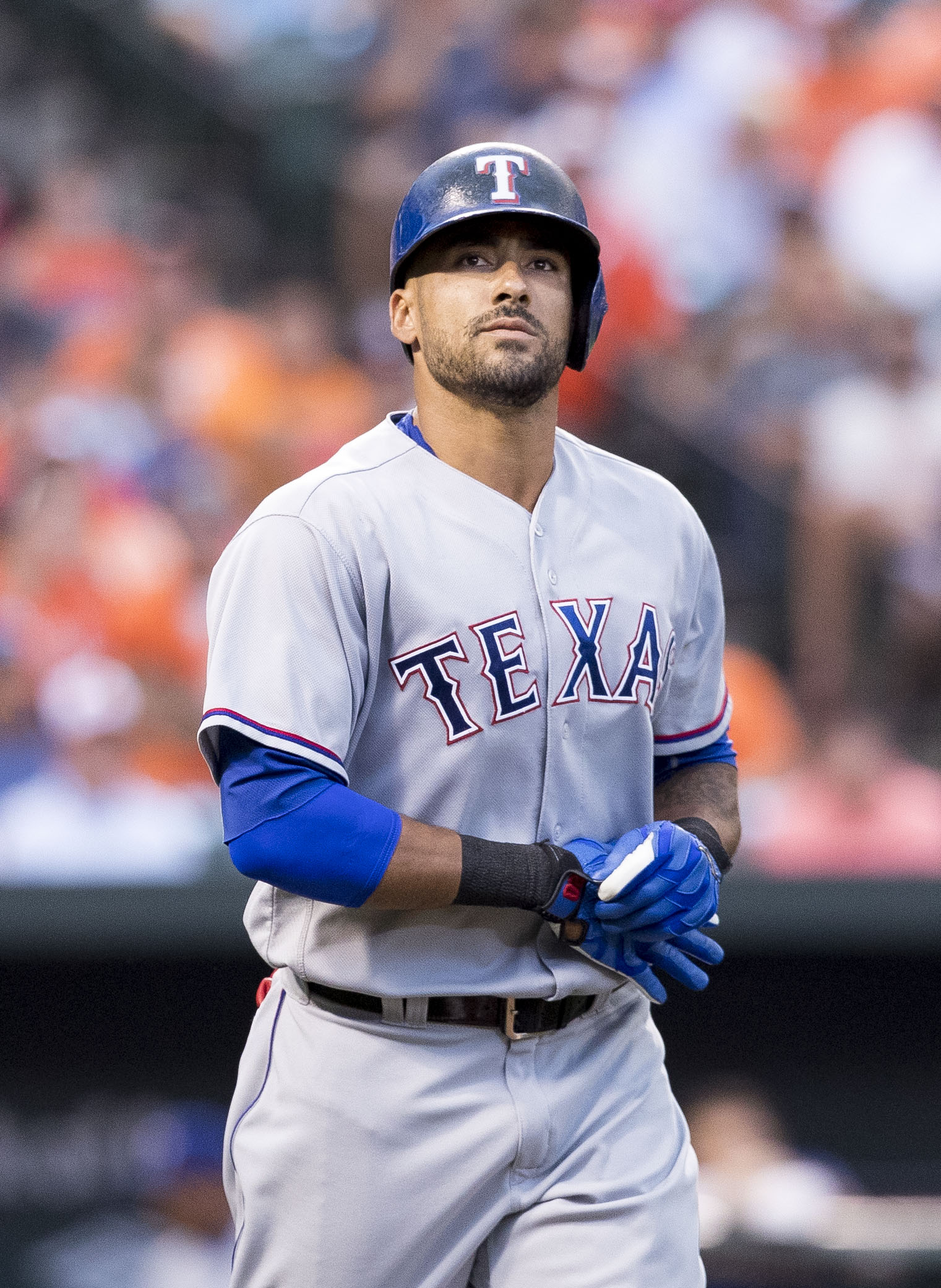
Ian Desmond en 2016 avec les Rangers du Texas.

Après la saison 2015, Ian Desmond rejette l'offre qualitative de 15,8 millions de dollars faite par les Nationals et teste le marché des agents libres. Cependant, sa mauvaise campagne de 2015 et le fait que l'équipe qui le mettra sous contrat devra donner en compensation un choix de repêchage aux Nationals affecte sa valeur, et il est toujours sans contrat lorsque s'ouvrent les camps d'entraînement printaniers de 2016,.

### Rangers du Texas
Desmond signe le 29 février 2016 un contrat de 8 millions de dollars pour un an avec les Rangers du Texas, qui prévoient l'aligner au champ gauche. Il dispute en effet quelques matchs à cette position mais est surtout employé au champ centre, où il joue 130 de ses 156 matchs en 2016.
Cette embauche à prix réduit est une véritable aubaine pour les Rangers, grâce à une production offensive de 22 circuits, 86 points produits et 21 buts volés, pour aller avec sa moyenne au bâton de ,285. Il représente l'équipe au match des étoiles 2016, honorant par le fait même sa deuxième invitation en carrière à la classique de mi-saison.

### Rockies du Colorado
Le 13 décembre 2016, les Rockies du Colorado mettent Desmond sous contrat pour 5 ans au coût de 70 millions de dollars et affirme leur intention d'en faire leur joueur de premier but, une décision accueillie avec étonnement puisque Desmond n'a aucune expérience à cette position,.

## Vie personnelle
Ian Desmond est le beau-frère du joueur de baseball Josh Roenicke, qui a épousé la sœur de Desmond, Nikki.

## Statistiques
| Saison | Équipe     | G    | AB   | R   | H    | 2B  | 3B | HR  | RBI | SB  | BA   |
| ------ | ---------- | ---- | ---- | --- | ---- | --- | -- | --- | --- | --- | ---- |
| 2009   | Washington | 21   | 82   | 9   | 23   | 7   | 2  | 4   | 12  | 1   | .280 |
| 2010   | Washington | 154  | 525  | 59  | 141  | 27  | 4  | 10  | 65  | 17  | .269 |
| 2011   | Washington | 154  | 584  | 65  | 148  | 27  | 5  | 8   | 49  | 25  | .253 |
| 2012   | Washington | 130  | 513  | 72  | 150  | 33  | 2  | 25  | 73  | 21  | .292 |
| 2013   | Washington | 158  | 600  | 77  | 168  | 38  | 3  | 20  | 80  | 21  | .280 |
| 2014   | Washington | 154  | 593  | 73  | 151  | 26  | 3  | 24  | 91  | 24  | .255 |
| 2015   | Washington | 156  | 583  | 69  | 136  | 27  | 2  | 19  | 62  | 13  | .233 |
| 2016   | Texas      | 156  | 625  | 107 | 178  | 29  | 3  | 22  | 86  | 21  | .285 |
| 2017   | Colorado   | 95   | 339  | 47  | 93   | 11  | 1  | 7   | 40  | 15  | .274 |
| 2018   | Colorado   | 160  | 555  | 82  | 131  | 21  | 8  | 22  | 88  | 20  | .236 |
| Totaux | Totaux     | 1338 | 4999 | 660 | 1319 | 246 | 33 | 161 | 646 | 178 | .264 |

Note : G = Matches joués ; AB = Passages au bâton; R = Points ; H = Coups sûrs ; 2B = Doubles ; 3B = Triples ; 
HR = Coup de circuit ; RBI = Points produits ; SB = Buts volés ; BA = Moyenne au bâton.